# Organização Setembro Negro

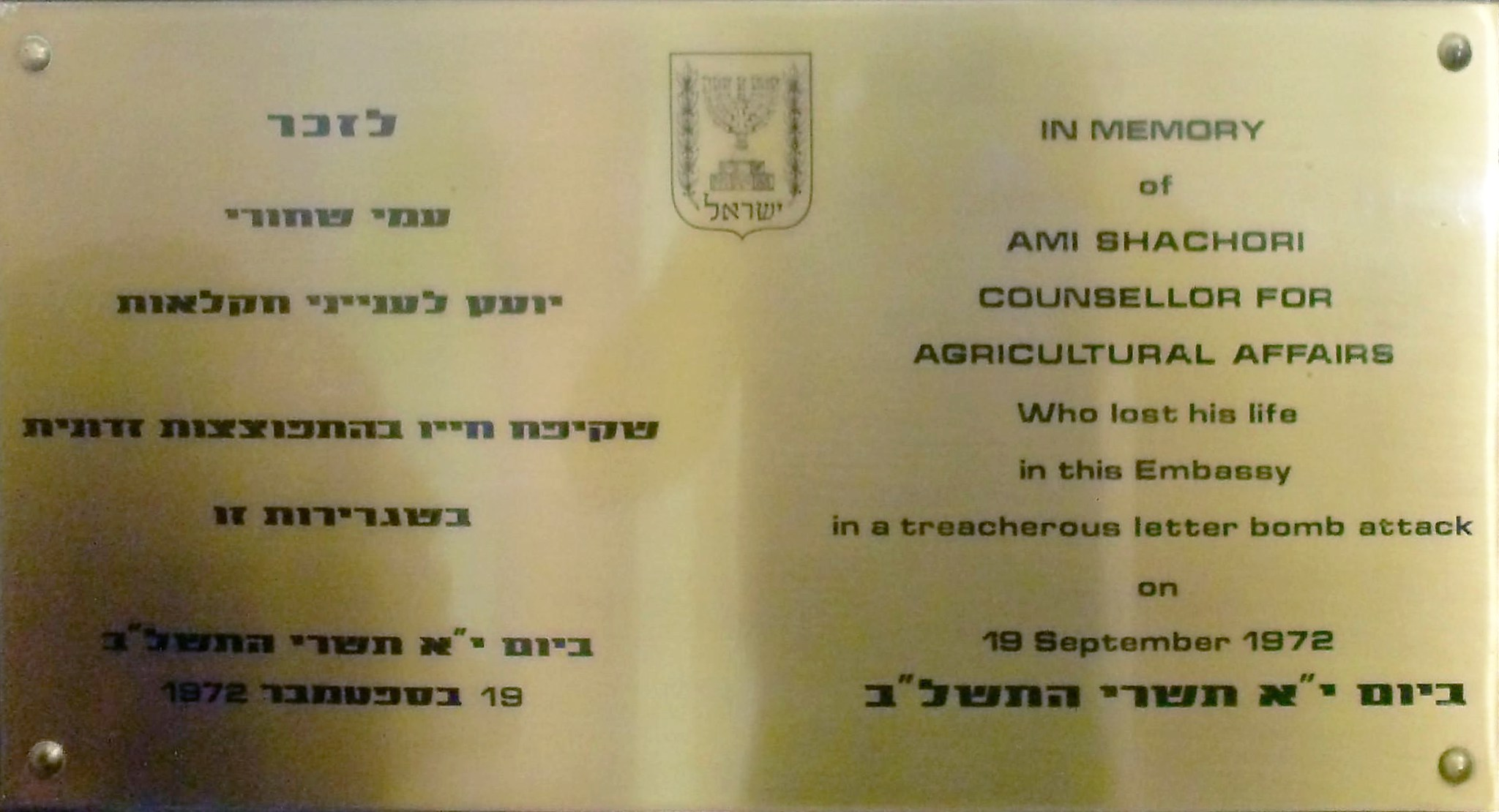
Placa do Memorial na Embaixada de Israel em Londres.

A Organização Setembro Negro (em árabe: منظمة أيلول الأسود‎, transl. Munaẓẓamat Aylūl al-Aswad) foi um grupo militante secular palestino, fundado em 1970. O nome do grupo vem de uma série de conflitos entre militantes da OLP e o exército da Jordânia, conhecida como Setembro Negro, que teve início em 16 de setembro de 1970, como resposta a uma tentativa de golpe de estado por parte dos fedayin, o exército do rei Hussein da Jordânia começou a eliminar a presença de militantes palestinos no país, o que resultou na expulsão de milhares deles e provocou a morte de 10 mil pessoas. 
A organização começou como uma pequena célula dos homens da Fatah determinados a se vingar do rei Hussein e do exército da Jordânia. Grupos ligados à Organização para a Libertação da Palestina, como As-Sa'iqa e outros juntaram-se ao movimento.
O Setembro Negro é muito conhecido pelo sequestro e assassinato de onze atletas israelenses, e pelo assassinato de um agente policial alemão, durante o ataque à Vila Olímpica dos Jogos Olímpicos de Munique na Alemanha, em 1972, fato que ficou conhecido como o Massacre de Munique.
Outros actos atribuídos ao grupo Setembro Negro foram a tentativa de assassinato do embaixador jordano em Londres (dezembro de 1971), a sabotagem de uma instalação eléctrica na Alemanha Ocidental e de uma fábrica de gás holandesa (fevereiro de 1972), o sequestro de um avião comercial belga que voava de Viena para Tel Aviv (maio de 1972) e o atentado contra a embaixada saudita no Sudão (março de 1973), que custou a vida de três diplomatas - o embaixador e o embaixador-delegado dos Estados Unidos e o encarregado de negócios belga. Após este último atentado, a organização foi desmantelada, supostamente por pressão da OLP, segundo a qual os actos terroristas seriam prejudiciais à causa palestiniana. Mas, além disso, os assassinatos selectivos da Mossad, durante a operação conhecida como "Cólera de Deus", acabaram com a vida de muitos líderes da organização. Entre 1972 e 1979 mais de doze palestinos foram assassinados. 
A partir de 1974, outros grupos como Abu Nidal e a Frente Popular para a Libertação da Palestina (FPLP) começaram a relacionar o nome de Setembro Negro com alguns dos seus próprios actos; porém, o mais provável é que estes grupos não tenham nada a ver com a organização original.
Setembro Negro continua a fazer parte da lista de organizações consideradas como terroristas pela União Europeia.